# Пояна (комуна, Димбовіца)
Пояна (рум. Poiana) — комуна у повіті Димбовіца в Румунії. До складу комуни входять такі села (дані про населення за 2002 рік):
- Пояна (3664 особи)
- Поєніца (296 осіб)

Комуна розташована на відстані 36 км на північний захід від Бухареста, 43 км на південний схід від Тирговіште, 121 км на південь від Брашова.

## Населення
За даними перепису населення 2002 року у комуні проживали 3960 осіб.
Національний склад населення комуни:
| Національність            | Кількість осіб | Відсоток |
| ------------------------- | -------------- | -------- |
| румуни                    | 3959           | > 99,9%  |
| не вказали національність | 1              | < 0,1%   |

Рідною мовою назвали:
| Мова                  | Кількість осіб | Відсоток |
| --------------------- | -------------- | -------- |
| румунська             | 3959           | > 99,9%  |
| не вказали рідну мову | 1              | < 0,1%   |

Склад населення комуни за віросповіданням:
| Релігія            | Кількість осіб | Відсоток |
| ------------------ | -------------- | -------- |
| православні        | 3935           | 99,4%    |
| адвентисти         | 22             | 0,6%     |
| римо-католики      | 1              | < 0,1%   |
| старообрядці       | 1              | < 0,1%   |
| не вказали релігію | 1              | < 0,1%   |

## Зовнішні посилання
- Дані про комуну Пояна на сайті Ghidul Primăriilor